# ویلافرانکا این لونیجونا
ویلافرانکا این لونیجونا (به ایتالیایی: Villafranca in Lunigiana) یک کومونه در ایتالیا است که در استان ماسا-کارارا واقع شده‌است.

## خصوصیات
ویلافرانکا این لونیجونا ۲۹٫۵ کیلومترمربع مساحت و ۴٬۸۱۹ نفر جمعیت دارد و ۱۳۸ متر بالاتر از سطح دریا واقع شده‌است.